# Glinek (gmina Škofljica)
Glinek – wieś w Słowenii, w gminie Škofljica. W 2018 roku liczyła 166 mieszkańców.